# 並木信義
並木 信義（なみき のぶよし、1929年 - ）は、元官僚の経済学者。
東京生まれ。1952年東京大学経済学部卒、通産省入省、1959-1963年経済企画庁出向、1963-1967年ベルギー日本大使館一等書記官、1970年「ヨーロッパ経済論 -欧洲統合の現状と将来- 」で中央大学経済学博士。通産調査課長、産業構造課長、1975年日本経済研究センター、のち理事、常勤顧問。1989年名古屋市立大学経済学部教授、92年亜細亜大学教授、2000年退職。

## 著書
- 『ヨーロッパ経済論 欧州統合の現状と将来』通商産業研究社、1968
- 『国際経済時代の日本』毎日新聞社、1971
- 『国際競争力の話』日本経済新聞社、日経文庫　1972
- 『実践的経済工学のすすめ 産業政策の現場から』日本経済新聞社、1977
- 『模倣拒絶の時代』東洋経済新報社 東経選書、1978
- 『日本文化の経済学』ダイヤモンド社、1979
- 『日本経済一刀両断 80年代はこう変わる』日本経済新聞社、1980
- 『日本型経済を解く』プレジデント社、1981
- 『変わる経済・考えるヒント トップ・エコノミストの先取り視点』PHP研究所、1982
- 『新段階の日本経済 経済分析のニュー・アプローチ』筑摩書房、1985
- 『産業・経済通説のウソとマコト』日本経済新聞社、1986
- 『日本経済曲り角の読み方』PHP研究所、1986
- 『円高構造改革の本道 日米自由貿易地域・通貨同盟の提唱』東洋経済新報社、1987
- 『現代日本の超克 二十一世紀、精神・科学技術革命期の展望』ダイヤモンド社、1987
- 『転換期の経済学 コロンブスの卵の経済変動論』ダイヤモンド社、1988
- 『日本ユートピア論 実現の条件』太陽企画出版、1988
- 『通産省の終焉 社会構造の変革は可能か』ダイヤモンド社、1989、「通産官僚の破綻」講談社+α文庫
- 『幸福の経済学 経済学の改造』東洋経済新報社、1994
- 『日本社会の癒着構造 その本格的研究』サンドケー出版局、1995
- 『人間の経済とは何か 経済学の革命』日本経済評論社、1995
- 『日本を正気にするために』毎日新聞社、1998

### 共編著
- 『日本の自動車産業 新たな発展力を探る』編　日本経済新聞社、1977、日本経済研究センター・産業講座
- 『日本の住宅産業 その成長力を探る』編 日本経済新聞社、1977 日本経済研究センター・産業講座
- 『日本の繊維産業 構造改善の可能性を探る』編　日本経済新聞社、1977、日本経済研究センター・産業講座
- 『日本の電機産業 高成長はいつまで続くか』編 日本経済新聞社、1977、日本経済研究センター・産業講座
- 『日本の食品産業 国際化にどう対応するか』編 日本経済新聞社、1978、日本経済研究センター・産業講座
- 『日本社会の特質』編 日本経済新聞社、1981
- 『技術革新と産業社会 日本産業-変化の潮流をどうみるか』日本経済研究センター共編 日本経済新聞社、1983
- 『検証石油危機の時代 激変した世界経済』日本経済研究センター共編 日本経済新聞社、1983
- 『日米の産業比較、25業種の徹底分析』日本経済研究センター共編 日本経済新聞社、1985

### 翻訳
- レオナルド・シルク,デビット・フォーゲル『トップの本音 利潤と社会責任のジレンマ』監訳　日本経済新聞社、1978

## 参考
- 並木信義先生略歴 (並木信義先生退職記念号) 亜細亜大学経済学紀要、2000-03